# Tishomingo (Oklahoma)
Tishomingo – miasto w Stanach Zjednoczonych, w stanie Oklahoma, siedziba administracyjna hrabstwa Johnston.